# Розпусне дитинство
Розпусне дитинство — романтична еротична драма 1977 року італійського режисера П'єра Джузеппе Мурджа.

## Сюжет
Лаура (Лара Вендель) і Фабріціо зустрічалися щоліта в лісі в літньому будиночку її батьків. Фабріціо — 14-річний хлопець-одинак, компанію якому складала лише його собака; Лаура — 11-літня мила, але не впевнена в собі дитина, від її особи ведеться розповідь у фільмі.

## В ролях
- Лара Вендель — Лаура
- Єва Іонеско — Сільвія
- Мартін Лоб — Фабріціо